# 다이호 율령
다이호 율령(일본어: 大宝律令 타이호리츠료[*])은 701년 반포된 일본의 율령. 당나라의 영휘 율령(永徽律令, 651년 제정)을 참고한 것으로 여겨지는 일본사상 최초의 본격적인 율령으로, 이 율령의 반포 및 시행으로 고대 일본은 본격적인 율령제 국가로 들어서게 되었다.

## 성립
681년, 덴무 천황이 율령제정을 명하는 교지를 내린 뒤, 덴무 천황 사후 지토 천황 3년 6월(689년)에 아스카기요미하라 령(飛鳥浄御原令)이 반포·제정되었다. 단, 이 령(令)은 선구적인 율령법이었으나, 율(律)이 제외되었고 또한 일본의 국내 사정에 맞지 않는 부분이 많다는 한계가 있었다.
이러한 이유로 그 뒤에는 일본 국내 사정에 적합한 율령을 만드는 것을 가장 중요한 과제로 삼고 율령 편찬 작업을 계속했다. 그리하여 몬무 천황(재위: 683년~707년) 때, 오사카베 황자(忍壁皇子), 후지와라 후히토(藤原不比等), 아와타 마히토(粟田真人), 시모쓰케노 고마로(下毛野古麻呂) 등이 율령 선정을 담당하여 700년에 령이 거의 완성되고 남은 율의 조문 작성이 이루어져 다이호 원년(701년) 8월 3일, 다이호 율령이 완성되었다.
다이호 율령을 전국적으로 시행하기 위하여 같은해 8월 8일, 조정은 묘호 박사(明法博士)를 사이카이도 이외의 6도에 파견하여 새로운 율령에 대한 강의를 하였다. 다음해, 몬무 천황은 다이호 율령을 모든 구니에 반포하였다.

## 의의
7세기 후반 이후, 백제의 멸망 등 동아시아의 긴박한 국제 정세 안에서, 일본은 중앙집권화를 추진하여 정권을 안정시키고 국가로서의 독립을 확보하고자 하였다. 그래서, 당시의 정권은 오미 령(近江令), 아스카기요미하라 령을 제정하는 등 당·한반도의 통치제도를 참조하면서 왕토왕민 사상에 기반한 국가의 건설을 추진하였다. 그 집대성이 다이호 율령의 완성이다. 이는 645년의 다이카 개신과 660년대의 백제 부흥운동에서의 패전(백강 전투)의 영향으로 격화된 정치적 변혁으로 추진된 일본의 고대 국가 건설 사업이 일정한 선에 도달했다는 것을 나타내는 일본 고대사상의 획기적인 사건이다. 일반적으로 이 율령의 반포를 일본의 율령제가 성립된 시발점으로 여기는 경우가 많다. 다이호 율령에 따른 통치는 당시의 정권이 지배하던 영역(도호쿠 지방을 제외한 혼슈, 시코쿠, 규슈의 대부분)에 거의 일률적으로 파급되었다.

## 내용
다이호 율령은 일본의 국내 사정에 합치되는 율령 정치를 실현하기 위한 목적으로 편찬되었다. 형법에 해당하는 6권의 율(律)은 당나라의 것을 거의 그대로 도입하였으나, 행정법과 민법에 해당하는 11권의 령(令)은 당나라의 것을 모방하면서도 일본 사회의 실정에 따라 고쳐서 적용하였다.
이 율령의 제정으로 일본 천황을 정점으로 2관 8성(다이조칸(太政官)·진기칸(神祇官)의 2관, 나카쓰카사(中務)·시키부(式部)·지부(治部)·민부(民部)·효부(兵部)·교부(刑部)·다이조(大蔵)·구나이(宮内)의 8성)의 관료 기구를 기본 골격으로 하는 본격적인 중앙 집권 통치 체제가 성립되었다. 그리고 관청에서 사용하는 문서에는 연호를 사용하며, 인감을 찍고, 정해진 형식에 따라 작성된 문서 이외에는 수리하지 않는 등 문서와 수속의 형식을 중시한 문서주의가 도입되었다.
지방 행정 체제에 대해서는, 구니(国)·군(郡)·리(里) 등의 단위가 정해지고, 중앙정부에서 파견되는 고쿠시(国司)에게 막대한 권한을 부여하는 한편, 주로 지방 호족이 차지하고 있던 군시(郡司)에게도 일정한 권한을 인정하였다.

## 같이 보기
- 일본의 율령제
- 요로 율령
- 오미령
- 아스카키요미하라령